# Fortaleza do Monte Hacho
Fortaleza do Monte Hacho  (em castelhano: Fortaleza del Hacho} é uma instalação militar usada como quartel da Artilharia Antiaérea, localizada em Monte Hacho em Ceuta cidade autónoma da Espanha situada na margem africana da desembocadura oriental do estreito de Gibraltar, na pequena península de Almina, em frente a Algeciras e ao território britânico de Gibraltar. A fortaleza está localizada a cerca de 200 metros de altura e a uma distância de 800 metros do centro da cidade. O recinto fortificado foi construídos durante o Califado Omíada.

## História
A fortaleza tem origem antiga, provavelmente romana ou bizantina. No ano de 534 já existia uma guarnição bizantina no lugar que agora é ocupado pela cidade. As atuais dimensões da instalação militar foram alcançadas durante o período omíada época  em que a península esteve sob ocupação árabe. Os portugueses que também dominaram o local, preservaram a fortaleza. A configuração atual se deve aos espanhóis que entre os séculos XVIII e XIX fizeram melhorias e novas construções.

## Características
O recinto fortificado cobre uma área de 10 hectares e possui mais de quarenta torres circulares. No século XVIII, foram construídos cinco baluartes de artilharia:porta de Málaga, San Antonio, San Amaro, Tenaza (composto por dois bastiões em um ângulo de 90º) e Fuente. Nestes baluartes foram instalados quatro canhões de tamanho médio em cada uma deles, com guaritas e, em alguns, um búnquer moderno no topo. A fortaleza em bom estado de conservação.
O local funcionou como prisão de 1814, durante o reinado de Fernando VII, até  1912 quando os os últimos condenados deixaram o local.  A Lei das Prisões de 1849 previa que os condenados à prisão perpétua cumprissem suas penas em Ceuta e em outras prisões menores localizadas na África.

## Uso militar
Atualmente abriga duas unidades do Comando Geral: o grupo de artilharia costeira e o grupo de artilharia antiaérea leve. A fortaleza abriga também um museu militar.

## Bibliografia

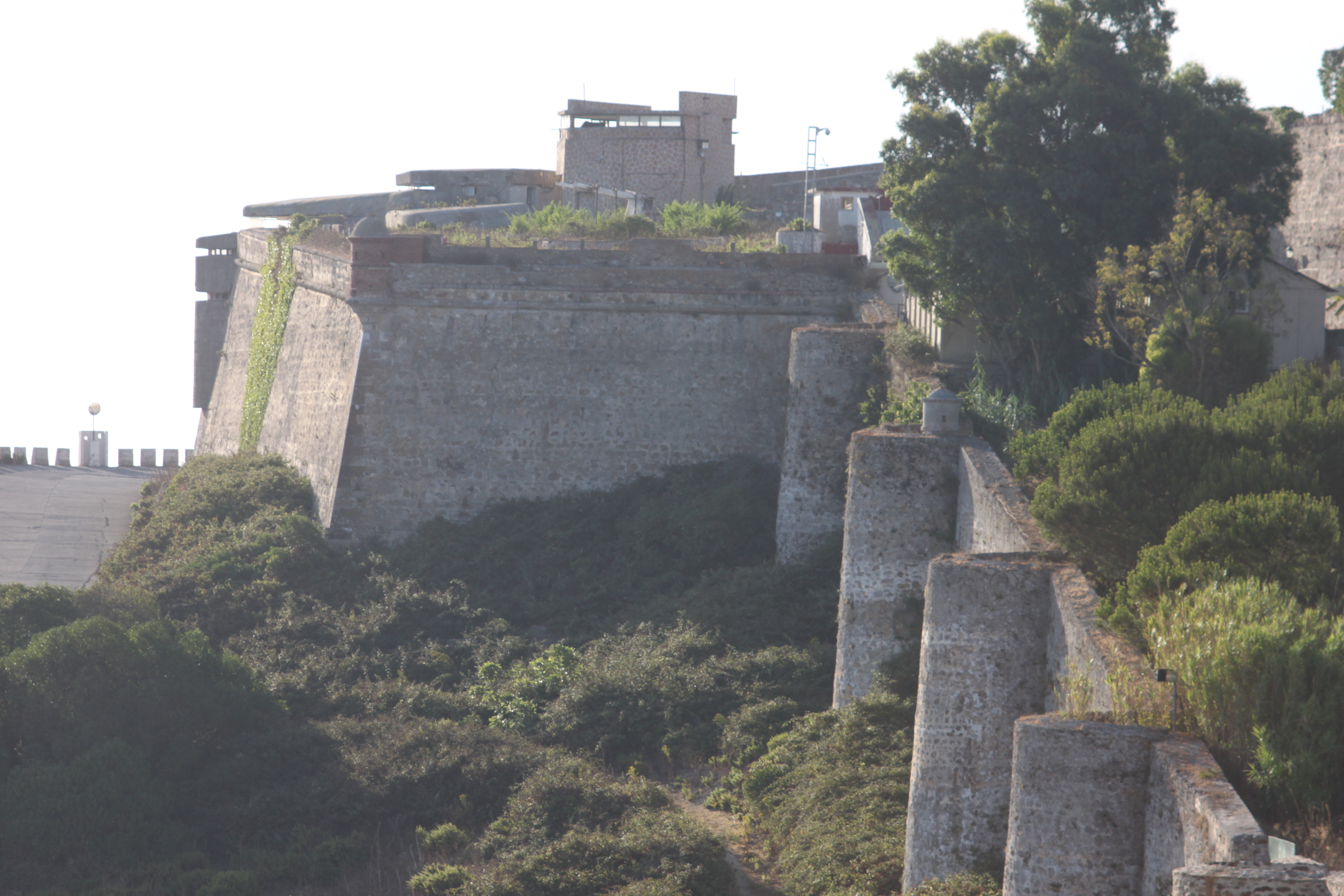
Baluarte de Málaga.
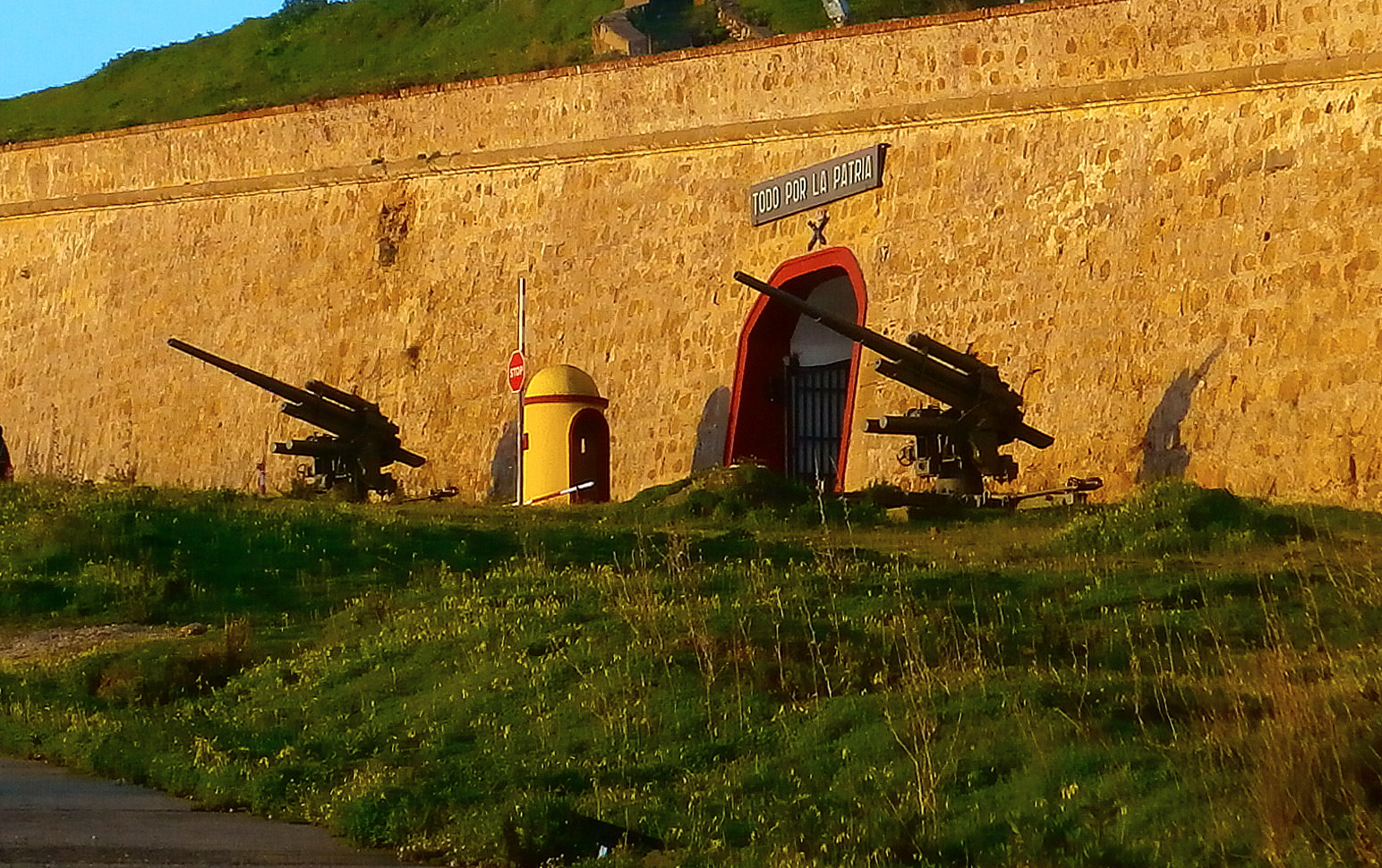
Porta de Málaga e Corpo da Guarda.
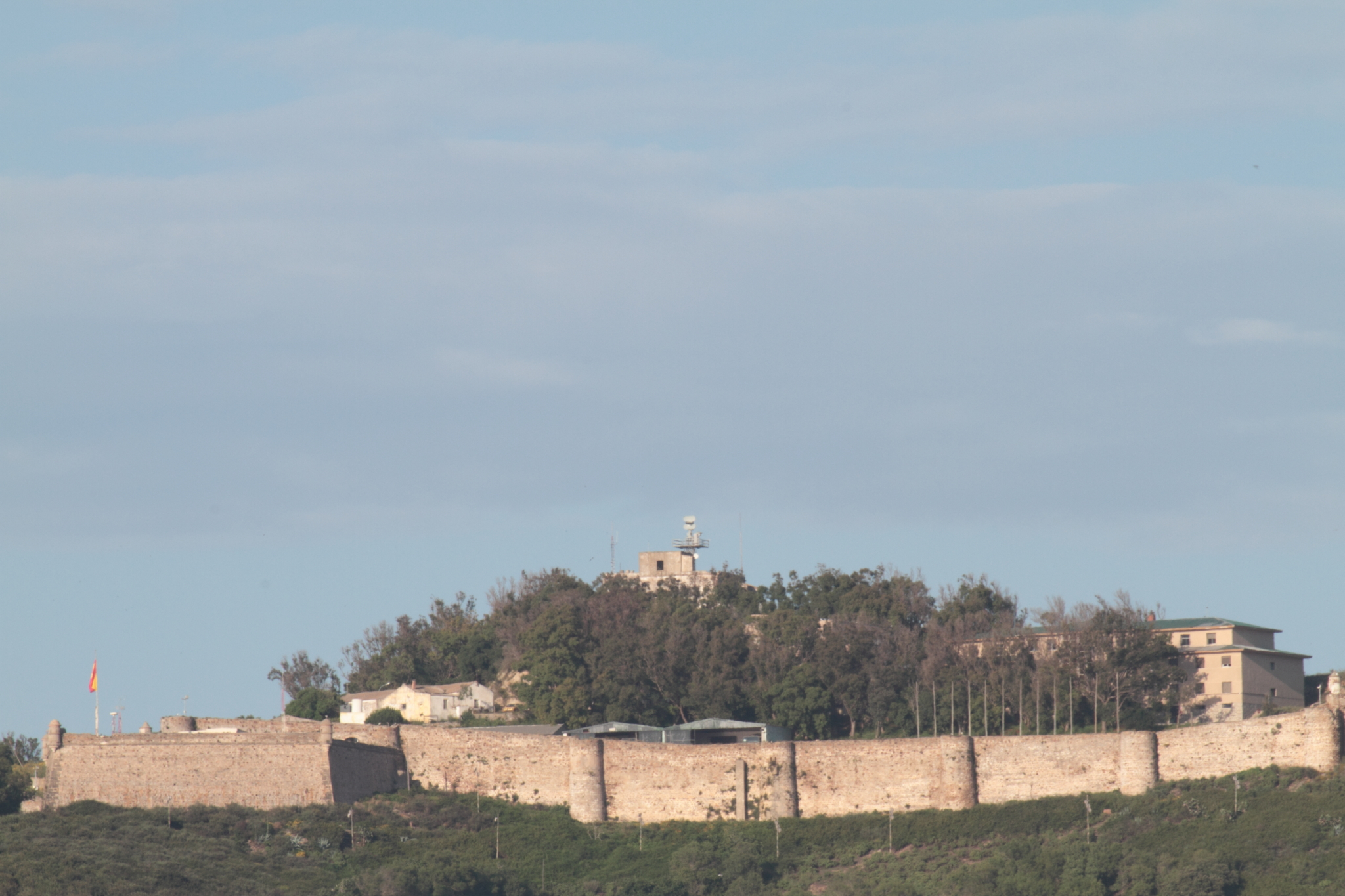
Fortaleza do Monte Hacho.
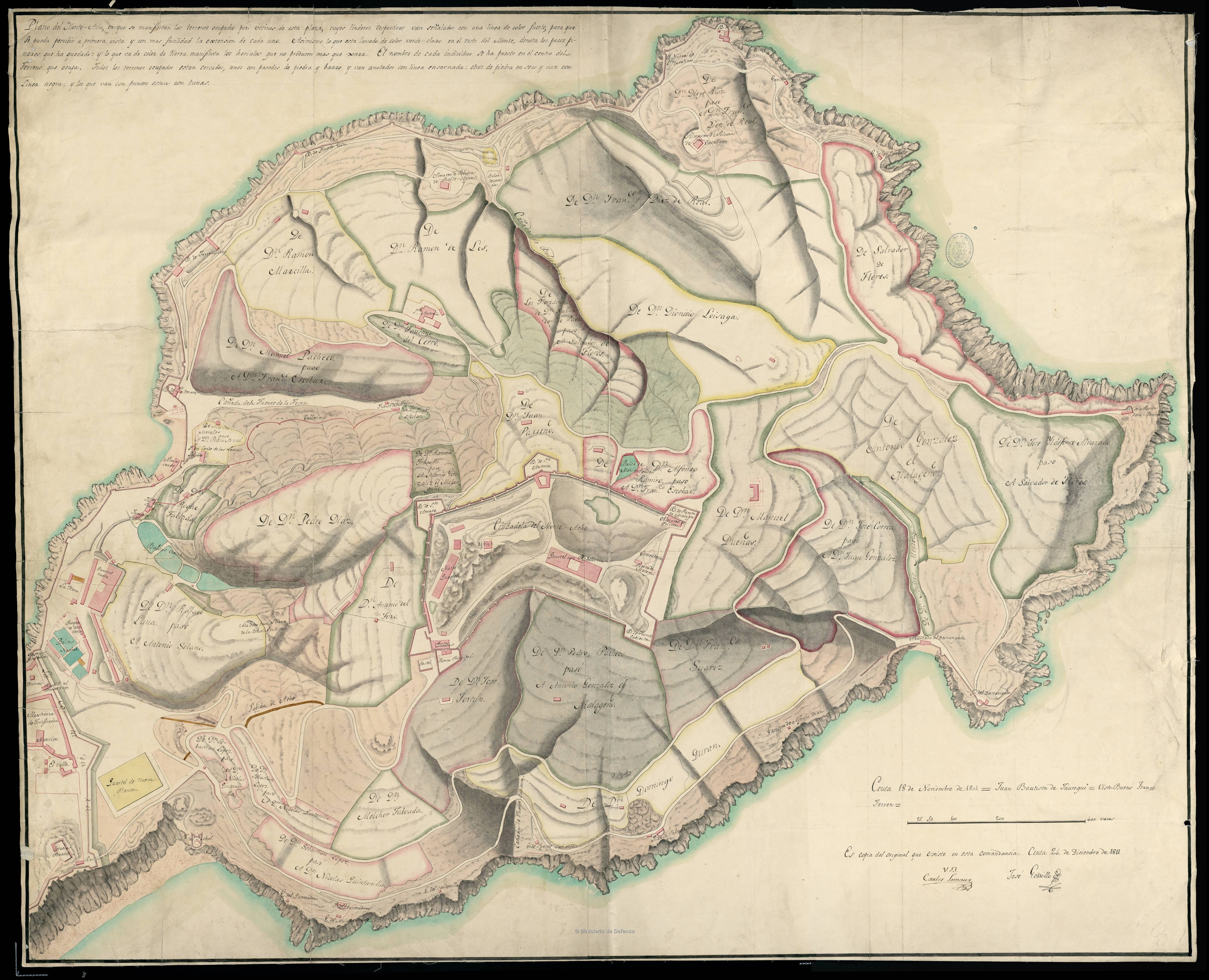
Mapa da Fortaleza em 1801.